# Resolució 658 del Consell de Seguretat de les Nacions Unides
La Resolució 658 del Consell de Seguretat de les Nacions Unides, fou adoptada per unanimitat el 27 de juny de 1990 després de recordar la Resolució 621 (1988) i observant un informe del Secretari General de les Nacions Unides sobre la situació en el Sàhara Occidental, el Consell va aprovar les recomanacions del Secretari General sobre la solució del problema.
Encara que no s'establirà fins a la Resolució 690 (1991), el conveni derivat de la Resolució 658 es referia a un pla pel qual les Nacions Unides controlarien un alto el foc entre el Marroc i el Front Polisario i celebrar un referèndum en el qual el poble del Sàhara Occidental decidiria entre l'autodeterminació o la integració amb el Marroc, que posteriorment es coneixeria com la Missió de les Nacions Unides pel Referèndum del Sàhara Occidental. El secretari general Javier Pérez de Cuéllar va descriure el pla com "gran i complicat". Això fou proposat després de l'acord pel Pla de Regularització de 1988 entre Marroc i el Front Polisario.
La resolució va instar ambdues parts a cooperar amb el Secretari General i l'Organització de la Unitat Africana en els seus esforços per trobar un acord al Sàhara Occidental, acollint amb beneplàcit la decisió del Secretari General d'enviar una missió tècnica al Sàhara Occidental i els països veïns per finalitzar els aspectes administratius del pla de les Nacions Unides. En aquest sentit, va demanar al Secretari General que informés una vegada que s'hagués acabat.